# Dietrich Ziemssen
Dietrich Ziemssen (26. srpna 1911–17. března 1978) byl důstojník Waffen-SS v hodnosti SS-Obersturmbannführer (podplukovník) za druhé světové války. Mimo jiné byl držitelem německého kříže ve zlatě.
Narodil 26. srpna roku 1911 v Heilbronnu v Württembersku. Absolvoval pět tříd lidové školy a poté začal studovat na gymnáziu, kde roku 1929 maturoval. Poté krátce studoval zemědělství na odborné škole a nakonec roku 1933 vstoupil do SA a sloužil u SA-Standarte 125.
V březnu roku 1934 přestoupil do SS a byl zařazen ke III. praporu ze 7.SS-Standarte. V říjnu téhož roku přestoupil do SS-Verfügungstruppe (předchůdce Waffen-SS), kde byl zařazen k Politische-Bereitschaft (oddělení politické pohotovosti) v Ellwangenu.
V létě roku 1935 nastoupil na důstojnickou školu SS (SS-Junkerschule) v bavorském Bad Tölzu a po jejím dokončení v zimě roku 1936 zahájil s ním související důstojnický kurz pro velitele čety v Dachau. Po jeho dokončení mu byla na začátku dubna 1936 udělena hodnost SS-Untersturmführer (poručík).
Jeho novou služebním funkcí se mu nyní stal štáb hlavního úřadu pro rasu a osídlování (RuSHA). K počátku března roku 1937 byl však převelen k SS-Standarte „Deutschland”, kde sloužil u roty z II. praporu jako velitel čety. O rok později byl převelen k pluku SS „Der Führer“ a s ním se zúčastnil invaze do Polska a následně i bitvy o Francii, kde byl raněn a vysloužil si zde železný kříž II. třídy. V červnu roku 1939 se oženil, vzal si svoji přítelkyni Freyu.
Po svém zotavení v červenci roku 1940 byl zařazen k pěšímu pluku SS „Westland” a s ním sloužil až do dubna roku 1943. Při těžkých bojích na východní frontě si vysloužil železný kříž I. třídy a útočný odznak pěchoty v bronzu.
Následně byl již v hodnosti SS-Sturmbannführer (Major) převelen ke 4. dobrovolnické granátnické brigády „Nederland“, kde se stal velitelem jejího štábu pod velením SS-Brigadeführera Jürgena Wagnera. V této funkci se mu podařilo získat druhé nejvyšší německé vojenské vyznamenání a to německý kříž ve zlatě, který mu byl udělen 16. června roku 1944 na Wagnerovo doporučení. Od konce května roku 1944 byl povolán na kurz pro štábní důstojníky na vojenské akademii v Hirschbergu (dnešní Jelení Hora) a po jeho dokončení v září téhož roku byl jmenován náčelníkem štábu u 1. tankové divize SS „Leibstandarte SS Adolf Hitler“.
V této funkci sloužil až do konce války v květnu roku 1945, kdy byl s celým štábem divize zajat americkými jednotkami v Rakousku.
Zemřel 17. března roku 1978 v Duisburgu.

## Shrnutí vojenské kariéry

### Datum povýšení
- SS-Anwärter – 15. březen, 1934
- SS-Mann – 27. srpen, 1934
- SS-Unterscharführer – 1. duben, 1935
- SS-Junker – 1. duben, 1935
- SS-Standartenjunker – 9. listopad, 1935
- SS-Standartenoberjunker – 25. únor, 1936
- SS-Untersturmführer – 20. duben, 1936
- SS-Obersturmführer – 12. září, 1937
- SS-Hauptsturmführer – 20. duben, 1940
- SS-Sturmbannführer – 9. listopad, 1942
- SS-Obersturmbannführer – 30. leden, 1945

### Významná vyznamenání
- Německý kříž ve zlatě – 16. červen, 1944
- Železný kříž I. třídy – 16. srpen, 1941
- Železný kříž II. třídy – 15. květen, 1940
- Odznak za zranění v černém – 20. květen, 1940
- Útočný odznak pěchoty v bronzu – 25. září, 1942
- Medaile za východní frontu – 15. září, 1942
- Sudetská pamětní medaile
- Německý sportovní odznak v bronzu – 1. prosinec, 1937
- Sportovní odznak SA v bronzu
- Umrlčí prsten SS
- Čestná dýka Reichsführera-SS – 1. prosinec, 1937